# 第一次看到你的脸
《第一次看到你的脸》（The First Time Ever I Saw Your Face）是一首1957年的民谣，由伊万·麦科尔为后来的妻子佩吉·西格创作，当时两人还处在婚外情中。西格是第一位演唱这首歌的人，随后它在1960年代又被多位民谣歌手演绎，1972年罗伯塔·弗拉克版最为成功，赢得格莱美年度制作和年度歌曲奖，1972年公告牌百强单曲榜上连续六周排名第一。

## 历史
关于这首歌的起源有两种不同的说法。麦科尔说它是应西格要求，为西格参演的一部戏剧所写，并通过电话教给西格。西格则说它记录在麦科尔寄给她的磁带里。
1960年代，邦妮·多布森、金斯敦三重唱、彼得、保羅和瑪麗、四兄弟合唱团、乔和艾迪、猫王、查德·米切尔三重唱和戈登·莱特福特都曾演唱过这首歌。但这些版本麦科尔都不喜欢。他的儿媳妇写道：“他讨厌所有这些人。他在自己的唱片收藏中专门把他们分在一起，命名为‘恐怖之屋’。他说猫王的版本就像罗密欧站在电信塔下面唱给朱丽叶。其他版本也都很滑稽。”

### 罗伯塔·弗拉克版
1969年，罗伯塔·弗拉克录制了这首歌。据弗拉克回忆，当她在录音室录制时想起了自己被碾死的宠物猫。克林特·伊斯特伍德在1971年的《迷雾追魂》中使用了这个版本。
她的版本比较舒缓，制作人乔尔·多恩（Joel Dorn）曾建议重新录制一遍，把节奏加快点，但遭到弗拉克拒绝。弗拉克版在《迷雾追魂》上映后爆火。因此，大西洋唱片于1972年2月将这首歌剪辑后作为单曲发行，并在公告牌百强单曲榜上连续六周排名第一，在加拿大《RPM》单曲榜上连续三周排名第一。
1972年12月15日星期五，它用作阿波罗17号宇航员在月球轨道上最后一天的起床音乐。